# Aeschropteryx
Aeschropteryx is een geslacht van vlinders van de familie spanners (Geometridae), uit de onderfamilie Ennominae.

## Soorten
- A. completaria Walker, 1860
- A. costipunctaria Herrich-Schäffer, 1858
- A. exiliata Herrich-Schäffer, 1870
- A. flexilinea Warren, 1904
- A. marciana Druce, 1891
- A. martina Druce, 1891
- A. olivata Warren, 1904
- A. onustaria Hübner, 1818
- A. sectata Guenée, 1858
- A. striata Stoll, 1790
- A. tetragonata Guenée, 1857
- A. transpectens Walker, 1860